# Vijay Seshadri
Vijay Seshadri (ur. 1954 w Bangalore) – amerykański poeta pochodzenia indyjskiego, zdobywca Nagrody Pulitzera w dziedzinie poezji.

## Życiorys
W wieku 5 lat wraz z rodzicami przeprowadził się do Stanach Zjednoczonych, dorastając w miejscowości Columbus. Ukończył studia na Oberlin College, następnie obronił magisterium na Uniwersytecie Columbia. Został wykładowcą w Sarah Lawrence College.

## Poezje
- Wild Kingdom (1996)
- The Long Meadow (2004)
- 3 Sections (2013)

## Życie prywatne
Zamieszkał z żoną i synem w Brooklynie. Jego ojciec wykładał chemię na Uniwersytecie Stanu Ohio.